# 崔勉
崔 勉（さい べん、生没年不詳）は、北魏から東魏にかけての官僚。字は宣祖。本貫は博陵郡安平県。

## 経歴
崔孝芬と李氏のあいだの長男として生まれた。史伝を渉猟して、事件解決の才能があった。520年（正光元年）、太学博士に任じられた。元子攸が御史中尉となると、崔勉は召されて侍御史となった。528年（永安元年）、建節将軍・尚書右中兵郎中に任じられた。後に郎中のまま丹陽王蕭賛の下で太尉諮議参軍となった。推挙した人が失態を犯したため、崔勉は御史中尉の高恭之に糾弾されて免官された。531年（普泰元年）、兼尚書左丞となった。尚書令の爾朱世隆に仕えて、尚書郎の魏季景と反目して争った。まもなく安南将軍・光禄大夫・兼国子祭酒となり、儀注をつかさどった。532年（太昌元年）、散騎常侍・征東将軍・金紫光禄大夫・定州大中正に任じられた。爾朱氏と親しかったことから、高歓の擁した孝武帝政権の手が家まで伸びたが、崔勉は先だって地方に逃亡して収監を免れた。後に出頭して晋陽で高歓と面会し、高歓にねぎらわれた。東魏の天平末年、高歓の命により勲貴の妻子を定州に送り、郷里の家に帰ることができた。このころ母の李氏が死去したため、崔勉は哀哭のあまり身体を壊し、まもなく病没した。享年は47。
子はなく、弟の崔宣度の子の崔龍子が後を嗣いだ。

## 伝記資料
- 『魏書』巻57 列伝第45
- 『北史』巻32 列伝第20